# Joe Kocur
Joseph Kocur, dit Joe Kocur, (né le 21 décembre 1964 à Calgary, dans la province de l'Alberta, au Canada) est un joueur professionnel de hockey sur glace.

## Carrière
Joe Kocur est choisi en 88e position lors de la draft 1983 par les Red Wings de Détroit, où il commence sa carrière en Ligue nationale de hockey lors de la saison 1984-1985. En 1990, il quitte Détroit pour rejoindre les Rangers de New York. Lors de la saison 1995-1996 il rejoint les Canucks de Vancouver. Après un court passage dans la ligue internationale de hockey, il retrouve les Wings en 1996. Il forme alors avec Kris Draper et Kirk Maltby la Grind Line ». Il remporte la coupe Stanley en 1997 et 1998 avec les Wings. Lors de la saison 1997-1998, il est remplacé sur la Grind Line par Darren McCarty alors même qu'il évolue encore dans le Michigan. Il met un terme à sa carrière en 1999.
Il marque 162 points en 820 matchs, encaissant 2 519 minutes de pénalité.

## Statistiques
Pour les significations des abréviations, voir Statistiques du hockey sur glace.
| Saison     | Équipe                    | Ligue      |     | Saison régulière | Saison régulière | Saison régulière | Saison régulière | Saison régulière |    | Séries éliminatoires | Séries éliminatoires | Séries éliminatoires | Séries éliminatoires | Séries éliminatoires |
| Saison     | Équipe                    | Ligue      | PJ  | B                | A                | Pts              | Pun              | PJ               | B  | A                    | Pts                  | Pun                  |                      |                      |
| 1980-1981  | Yorkton Terriers          | SJHL       |     |                  |                  |                  |                  |                  |    |                      |                      |                      |                      |                      |
| 1981-1982  | Yorkton Terriers          | SJHL       |     |                  |                  |                  |                  |                  |    |                      |                      |                      |                      |                      |
| 1982-1983  | Blades de Saskatoon       | LHOu       | 62  | 23               | 17               | 40               | 289              | 6                | 2  | 3                    | 5                    | 25                   |                      |                      |
| 1983-1984  | Blades de Saskatoon       | LHOu       | 69  | 40               | 41               | 81               | 258              |                  |    |                      |                      |                      |                      |                      |
| 1983-1984  | Red Wings de l'Adirondack | LAH        |     |                  |                  |                  | --               | 5                | 0  | 0                    | 0                    | 28                   |                      |                      |
| 1984-1985  | Red Wings de l'Adirondack | LAH        | 47  | 12               | 7                | 19               | 171              |                  |    |                      |                      |                      |                      |                      |
| 1984-1985  | Red Wings de Détroit      | LNH        | 17  | 1                | 0                | 1                | 64               | 3                | 1  | 0                    | 1                    | 5                    |                      |                      |
| 1985-1986  | Red Wings de l'Adirondack | LAH        | 9   | 6                | 2                | 8                | 34               |                  |    |                      |                      |                      |                      |                      |
| 1985-1986  | Red Wings de Détroit      | LNH        | 59  | 9                | 6                | 15               | 377              |                  |    |                      |                      |                      |                      |                      |
| 1986-1987  | Red Wings de Détroit      | LNH        | 77  | 9                | 9                | 18               | 276              | 16               | 2  | 3                    | 5                    | 71                   |                      |                      |
| 1987-1988  | Red Wings de Détroit      | LNH        | 63  | 7                | 7                | 14               | 263              | 10               | 0  | 1                    | 1                    | 13                   |                      |                      |
| 1988-1989  | Red Wings de Détroit      | LNH        | 60  | 9                | 9                | 18               | 213              | 3                | 0  | 1                    | 1                    | 6                    |                      |                      |
| 1989-1990  | Red Wings de Détroit      | LNH        | 71  | 16               | 20               | 36               | 268              |                  |    |                      |                      |                      |                      |                      |
| 1990-1991  | Red Wings de Détroit      | LNH        | 52  | 5                | 4                | 9                | 253              |                  |    |                      |                      |                      |                      |                      |
| 1990-1991  | Rangers de New York       | LNH        | 5   | 0                | 0                | 0                | 36               | 6                | 0  | 2                    | 2                    | 21                   |                      |                      |
| 1991-1992  | Rangers de New York       | LNH        | 51  | 7                | 4                | 11               | 121              | 12               | 1  | 1                    | 2                    | 38                   |                      |                      |
| 1992-1993  | Rangers de New York       | LNH        | 65  | 3                | 6                | 9                | 131              |                  |    |                      |                      |                      |                      |                      |
| 1993-1994  | Rangers de New York       | LNH        | 71  | 2                | 1                | 3                | 129              | 20               | 1  | 1                    | 2                    | 17                   |                      |                      |
| 1994-1995  | Rangers de New York       | LNH        | 48  | 1                | 2                | 3                | 71               | 10               | 0  | 0                    | 0                    | 8                    |                      |                      |
| 1995-1996  | Rangers de New York       | LNH        | 38  | 1                | 2                | 3                | 49               |                  |    |                      |                      |                      |                      |                      |
| 1995-1996  | Canucks de Vancouver      | LNH        | 7   | 0                | 1                | 1                | 19               | 1                | 0  | 0                    | 0                    | 0                    |                      |                      |
| 1996-1997  | Dragons de San Antonio    | LIH        | 5   | 1                | 1                | 2                | 24               |                  |    |                      |                      |                      |                      |                      |
| 1996-1997  | Red Wings de Détroit      | LNH        | 34  | 2                | 1                | 3                | 70               | 19               | 1  | 3                    | 4                    | 22                   |                      |                      |
| 1997-1998  | Red Wings de Détroit      | LNH        | 63  | 6                | 5                | 11               | 92               | 18               | 4  | 0                    | 4                    | 30                   |                      |                      |
| 1998-1999  | Red Wings de Détroit      | LNH        | 39  | 2                | 5                | 7                | 87               |                  |    |                      |                      |                      |                      |                      |
| Totaux LNH | Totaux LNH                | Totaux LNH | 820 | 80               | 82               | 162              | 2 519            | 118              | 10 | 12                   | 22                   | 231                  |                      |                      |

## Parenté
Il est le cousin de Kory Kocur.Il est aussi un cousin éloigné des joueurs Wendel Clark et Barry Melrose. Il est cousin avec Chandler Stephenson.